# 陳浩濂
陳浩廉，JP（1977年2月9日—），香港政治人物及金融界人士，現任財經事務及庫務局副局長。他曾任香港中西區區議會山頂選區議員，父親陳兆安為前路政署助理署長。

## 簡歷
陳浩廉畢業於番禺會所華仁小學（1989年小六）和香港華仁書院（1995年中六），其後赴美國密歇根大學修讀經濟學（榮譽）及心理學雙學士學位。他是一名特許財務分析師，在畢業後他投身金融界，並於該界別發展順遂。他先加入投資銀行美林集團，並於短短五年間晉升至副總裁。及後，他於2005年以28歲之齡成為投資銀行貝爾斯登常務董事(Managing Director)，成為業內最年青的董事總經理(Managing Director)級銀行家。2008年他加入渣打銀行出任金融市場部董事總經理，其後於2016年加盟東方匯理銀行出任環球市場部董事總經理。
2009年，陳浩廉加入自由黨。2011年香港區議會選舉中，陳浩濂首次參與選舉，並出選山頂選區。他其後以1505票擊敗有意競逐連任的公民黨議員陳淑莊，成為一時佳話。2015年，陳浩廉競逐連任山頂區議員，憑着任內勤力服務居民的口碑，以1837票對317票成功連任，是自1994年山頂選區創立以來首位成功連任的區議員，並成為該屆區議會選舉中港島區得票率最高的「票王」。在任中西區區議會議員期間，他曾為交通及運輸委員會、中西區環境改善及綠化美化工作小組、中西區撲滅罪行委員會等組織的成員。2016年9月，陳浩濂參加立法會選舉，在商界（第一）功能界別挑戰競逐連任、時任行會立會雙料議員林健鋒，最終以46%得票率(388對455票)落敗。2016年12月，陳浩廉參加選舉委員會界別分組選舉，在商界（第一）中取得441票當選，為是次選委會選舉中商界（第一）的「票王」，亦為歷屆選委會選舉中於商界（第一）得票最多的當選人。
陳浩廉多年來活躍服務金融業和商界，包括出任香港財經分析師學會副會長、香港證券及投資學會董事、金銀業貿易場顧問、香港大學經濟及工商管理學院計量金融課程顧問團成員、香港特區政府中小企委員會委員、香港特區政府工業貿易諮詢委員會委員及香港總商會理事等。
基於陳浩廉熟悉金融業運作的背景之下，他獲推薦出任財經事務及庫務局副局長一職，以協助該局的運作。2017年8月，陳浩廉獲委任為財經事務及庫務局副局長，並於同月16日履新。

## 個人生活
陳兆安、陳浩濂父子為香港賽馬會全費會員，名下馬匹包括朗風、日中天、朗天、日東昇、日輝煌、日冲天。